# Melanoloma nigrum
Melanoloma nigrum är en tvåvingeart som beskrevs av Friedrich Georg Hendel 1911. Melanoloma nigrum ingår i släktet Melanoloma och familjen Richardiidae.
Artens utbredningsområde är Bolivia. Inga underarter finns listade i Catalogue of Life.